# García II av Galicien
García II av Galicien (1042-1090), var kung av Galicien i två perioder: 1065–1071 och 1072–1073. Han var tredje sonen till kung Ferdinand I och drottning Sancha av León och bror till kungarna Sancho II av Kastilien och Alfonso VI av León. Han dog i slottet Luna (León), 1090, fängslad av sin bror kung Alfonso.
Före sin död (1065) hade Ferdinand I gått med på att dela upp sitt territorium mellan sina söner. Medan Sancho II begåvats med Kastilien och Alfonso VI med León, mottog García Kungariket Galicien de skattepliktiga taifastaterna Sevilla och Badajoz. Till hans kungarike hörde också grevskapet Portugal, som från floden Miño nådde så långt som till Coimbra. Den där regerande greven, Nuno Mendes, reste sig omedelbart mot García, men blev dödad i slaget vid Pedroso i februari 1071 och García kunde därmed föra tillbaka Portugal under sin direkta kontroll.
García fick inte njuta länge av denna seger. Efter att hans mor dog 1067 utbröt en maktkamp mellan de tre bröderna om hela deras fars arv. I juni 1071 marscherade Sancho II från Burgos genom León till Galicien och tvingade den besegrade García att fly till den moriska taifakungen av Sevilla. När Sancho oväntat dog hösten 1072 kunde García återvända till sitt kungarike, men blev fängslad ett år senare av Alfonso VI under förevändning av fredssamtal. På detta sätt kunde Alfonso VI nu återförena faderns rike under sitt styre. García dog efter 17 års fångenskap och begravdes i Abbey of San Isidoro i León.